# Свидетель убийства
«Свидетель убийства» (англ. Witness to Murder) — фильм нуар режиссёра Роя Роулэнда, вышедший на экраны в 1954 году.
Поставленный по сценарию Честера Эрскина и Наннэлли Джонсона, фильм рассказывает о женщине (Барбара Стэнвик), которая из окна своей квартиры случайно видит убийство в доме напротив. Убийца (Джордж Сэндерс) узнаёт об этом, и чтобы дезавуировать её обвинения, сначала пытается доказать её невменяемость, а затем и убить её.

## Сюжет
Дизайнер интерьера Шерил Дрэйпер (Барбара Стэнвик) случайно видит ночью, как живущий в доме напротив Альберт Рихтер (Джордж Сэндерс) душит насмерть молодую женщину. Шерил немедленно звонит в полицию, и вскоре лейтенант полиции Лоренс Мэтьюз (Гэри Меррилл) и сержант Эдди Винсент (Джесси Уайт) приезжают по указанному ею адресу. Заметив их, Рихтер успевает спрятать тело убитой в соседней квартире, где идёт ремонт, переодеться и сделать вид, что спит. При осмотре квартиры Рихтеру удаётся отвлечь внимание детективов от оставшихся улик — разорванной занавески и упавшей на ковёр женской серёжки. В итоге, не найдя ничего подозрительного, Мэтьюз приходит к Шерил, уверяя её, что вся сцена с убийством, вероятно, привиделась ей во сне, но она настаивает на том, что видела всё наяву.
На следующее утро, отправляясь на работу, Шерил видит, как Рихтер загружает объёмный и тяжёлый короб в багажник своего универсала. Шерил покупает в магазине бинокль и вечером, наблюдая за Рихтером в окно, замечает, что соседняя квартира сдаётся в аренду. Делая вид, что ищет жильё, Шерил просит управляющего домом показать ей ту квартиру, которую видела в бинокль. В квартире она замечает следы того, что по полу что-то тащили. Затем, по её просьбе управляющий показывает ей отремонтированную и обставленную квартиру, которой является квартира Рихтера. Осматривая его квартиру, Шерил обнаруживает разорванную занавеску и пару женских серёжек на столе, которые незаметно кладёт в свою сумочку. Вернувшись домой, Рихтер обнаруживает пропажу серёжек. Выйдя из дома Рихтера, Шерил немедленно направляется к Мэтьюзу, чтобы предъявить серёжки и рассказать об обнаруженных уликах. Однако Мэтьюз говорит ей, что только что ему звонил Рихтер, заявивший, что у него украли пару серёжек, которые принадлежали его жене, умершей в Германии в 1943 году. Заодно он рассказывает, что проверил личность Рихтера и выяснил, что тот раньше бы связан с нацистами, а теперь стал писателем и собирается жениться на богатой вдове.
Когда в участок за серёжками приезжает сам Рихтер, Шерил открыто обвиняет его в убийстве, однако он категорически отвергает это. После её ухода Рихтер соглашается не выдвигать обвинения в краже, и говорит Мэтьюзу, что, по его мнению, Шерил не вполне психически здорова. Чтобы ещё раз переговорить и успокоить Шерил, Мэтьюз приглашает её в ресторан, между ними складываются тёплые отношения. Тем временем Рихтер посылает письмо на свой собственный адрес. Несколько часов спустя Шерил читает в газете информацию о том, что в одном из парков обнаружено тело молодой женщины, однако Мэтьюз говорит ей, что полиция не может связать виденное ей убийство с трупом в парке, и вновь просит Шерил оставить свою навязчивую идею. Мэтьюз полагает, что Шерил убедила себя и теперь искренне верит в то, чего на самом деле не было.
Вечером, когда Шерил работает в своей квартире, к ней неожиданно приходит Рихтер, выражая недовольство полученным им письмом, в котором, по его словам, Шерил обвиняет его в убийстве. Он показывает ей это письмо, обещая на первый раз не давать делу ход. Выходя из её квартиры, он незаметно снимает замок с защёлки. После этой встречи Шерил немедленно убегает к Мэтьюзу, в этот момент Рихтер проникает в её квартиру, и печатает на её машинке письма в свой адрес с утверждениями, что она видела, как он совершил убийство. Мэтьюзу не удаётся успокоить Шерил, и он рекомендует ей обратиться к врачу. Вскоре Мэтьюза вызывает к себе в кабинет капитан Доннелли (Гарри Шэннон), на их встрече присутствует также Рихтер, который принёс письма, по его словам, присланные ему Шерил. Доннелли приказывает доставить Шерил к нему. Когда Доннелли демонстрирует печатную машинку Шерил, на которой были напечатаны письма, у Шерил начинается истерика, после чего Доннелли поручает направить её в городскую больницу.
Шерил приходит в себя в палате с тремя психически больными женщинами, затем с ней беседует психиатр. Чтобы выйти на свободу, Шерил делает вид, что теперь она уверена, что Рихтер не совершал убийство, и что она, вероятно, действительно писала письма. Мэтьюз забирает её из больницы, но Шерил говорит, что лучше им больше не встречаться. Через некоторое время Шерил видит, как Рихтер читает газеты, в которых сообщается о том, что личность убитой девушки установлена. Она также понимает, что во время своего визита Рихтер снял замок с защёлки, и таким образом в её отсутствие смог беспрепятственно войти в её квартиру и напечатать письма на её машинке. Шерил звонит Мэтьюзу, а затем едет к нему на встречу, однако новые сведения его не убеждают. Мэтьюз прямо говорит, что верит Шерил, но ему нужны факты, а не её домыслы. Тогда Шерил направляется домой к Рихтеру. Тот полностью раскрывает себя перед ней, признаваясь в содеянном (убитая девушка была его любовницей, которая могла помешать его браку и разоблачить его нацистские взгляды). При этом он напоминает, что ей никто не поверит, особенно, после того, как она побывала в психиатрической клинике. Затем Рихтер заявляет, что миром должны править такие сильные личности, как он, и что только он обладает ключом к истории. Неожиданно он приходит в экстатическое возбуждение, и начинает что-то декламировать по-немецки в нацистском духе, после чего Шерил в ужасе убегает.
В полицейском участке Шерил говорит Мэтьюзу, что Рихтер ей во всём сознался, но лейтенант не может ничего сделать по причине отсутствия улик. Однако он решает проверить всё, что связано с убитой девушкой. Мэтьюз отправляется в дом, где жила девушка, и безуспешно опрашивает соседей, демонстрируя им фотографию Рихтера с обложки его книги. Затем он решает осмотреть комнату убитой девушки, где неожиданно находит недавно изданную малоизвестную философскую книгу Рихтера. Шерил приезжает домой, где в квартире её поджидает Рихтер, который уже напечатал её предсмертную записку на машинке. Затем Рихтер пытается вытолкнуть Шерил из окна, но неожиданно появляется сотрудница полиции, которую направил Мэтьюз, чтобы присмотреть за Шерил. В этот момент Шерил удаётся вырваться и выбежать на ночную улицу, где её преследуют Рихтер и женщина-полицейский. Шерил пытается скрыться на строительных лесах многоэтажного здания. Она понимается на самую крышу, но заметивший её Рихтер гонится вслед за ней. Вокруг здания собирается толпа зевак, привлекая внимание подъехавшего Мэтьюза. Вместе с несколькими полицейскими он устремляется на самый верх здания. На крыше Рихтер прижимает Шерил к самому краю, в итоге она срывается вниз, но падает на строительные леса этажом ниже. Появившийся в этот момент Мэтьюз вступает с Рихтером в борьбу, в результате которой сталкивает его в глубокий колодец. Затем Мэтьюз спешит на помощь Шерил, в последний момент успевая схватить её за руку. С помощью полицейских он поднимает её наверх как раз в тот момент, когда леса под ней рушатся и падают вниз. Мэтьюз и Шерил обнимаются и уходят вместе.

## В ролях
- Барбара Стэнвик — Шерил Дрэйпер
- Джордж Сэндерс — Альберт Рихтер
- Гэри Меррилл — лейтенант полиции Лоренс Мэтьюз
- Джесси Уайт — сержант полиции Эдди Винсент
- Гарри Шэннон — капитан полиции Доннелли
- Клэр Карлтон — блондинка
- Льюис Мартин — психиатр
- Дик Эллиотт — управляющий зданием

В титрах не указаны
- Бёрт Мастин — ночной сторож на стройке
- Хелен Клиб — медсестра в психиатрическом отделении

## Режиссёр и исполнители главных ролей
В 1940-50-е годы, наряду с фильмами в лёгком и развлекательном жанре, режиссёр Рой Роулэнд поставил такие фильмы нуар, как «Убийца МакКой» (1947), «Место преступления» (1949), «Полицейский-мошенник» (1954) и «Клевета» (1957).
Барбара Стэнвик четырежды номинировалась на Оскар за главные роли в мелодраме «Стелла Даллас» (1937), комедии «С огоньком» (1941), фильмах нуар «Двойная страховка» (1944) и «Извините, ошиблись номером» (1948). В общей сложности, Стэнвик сыграла в 12 фильмах нуар, помимо указанных выше наиболее значимыми среди них являются «Странная любовь Марты Айверс» (1946), «Не её мужчина» (1950), «Дело Тельмы Джордон» (1950) и «Стычка в ночи» (1952).
Джордж Сэндерс завоевал Оскар за лучшую роль второго плана в драме из бродвейской театральной жизни «Всё о Еве» (1953). Он также сыграл в таких фильмах нуар, как «Странное дело дяди Гарри» (1945), «Площадь похмелья» (1945), «Странная женщина» (1946), «Соблазнённый» (1947) и «Пока город спит» (1956). Кроме того, Сэндерс сыграл в фильмах Хичкока «Ребекка» (1940) и «Иностранный корреспондент» (1940), а также главную роль в драме по Оскару Уайлду «Портрет Дориана Грэя» (1945).

## Сравнение с фильмом «Окно во двор»
По мнению киноведа Стефани Закарек, сюжетная основа фильма «немного похожа на другой фильм, выпущенный в том же году, „Окно во двор“ Альфреда Хичкока… Фильм создавался с целью составить конкуренцию фильму Хичкока, так что многие сходства, возможно, были сделаны намеренно». Закарек отмечает, что «„Свидетель убийства“ вышел на экраны 15 апреля 1954 года, удостоившись умеренно позитивных отзывов (в особенности, за актёрскую игру)». Однако, в итоге, «он закончил с сильным отставанием от „Окна во двор“, который вышел на экраны месяц спустя. Последний стал кассовым хитом и завоевал номинации на Оскар за лучшую режиссуру, сценарий и операторскую работу».
Кинокритик Крейг Батлер пишет, что «отправная точка фильма — человек, который видит убийство, но никто ему/ей не верит — конечно, сработала намного более эффективно… в „Окне во двор“, в данной картине этот ход воспринимается как „банальный“, а не как „прошедший испытание временем“». Тот же сюжетный ход был уже использован ранее в фильмах нуар «Шок» (1946) и «Окно» (1949).

## Оценка фильма критикой

### Общая оценка фильма
Оценка критики в целом была достаточно сдержанной. Так, газета «Нью-Йорк таймс» назвала картину «добротно сделанной, но едва ли вдохновенной мелодрамой» и «качественным развлечением, но не вехой в своей области». Крейг Батлер описал картину как «малый, но увлекательный нуаровый триллер, который поднимается на более высокий уровень благодаря отличной игре всегда надёжной Барбары Стэнвик, а также крепкой игре Джорджа Сэндерса в привычном для себя русле». При этом, отмечает Батлер, «фильм не попадает в список лучших нуаровых фильмов по причине скучного сценария». Закарек также считает, что фильм «несёт собственный набор бросающих в дрожь наслаждений, среди которых не последнюю роль играет игра Стэнвик и Сэндерса».

### Характеристика фильма
В своей рецензии газета «Нью-Йорк таймс» иронически подметила, что фильм "рекламируется как «превосходящий по своему трепетному возбуждению „Двойную страховку“ и „Извините, ошиблись номером“, однако это заявление, наверное, установит рекорд сезона по нелепости». Газета считает, что «сценарист и продюсер фильма Честер Эрскин и его коллеги демонстрируют цивилизованность в отношении показа преступления и наказания за него», однако лишь «урывками порождают волнение или тревогу». Характеризуя далее картину, «Нью-Йорк таймс» пишет: «Несмотря на то, что история сделана плотно, особенно, в те моменты, когда мистер Сэндерс коварно подбрасывает полиции улики, указывающие на то, что мисс Стэнвик слегка не в себе — и ему почти удаётся убедить в этом сыщиков — складывается ощущение, что правосудие обречено на успех, и нет смысла особенно переживать по поводу происходящего. При этом стоит добавить, что копы в общем симпатичны, но вряд ли являются подмогой нашей измученной героине перед лицом её казалось бы беспочвенных обвинений против убийцы».
Закарек считает, что «некоторые моменты сюжета не имеют большого смысла, а сама история чересчур тяготеет — даже для фильма 1950-х годов — к шаблонному варианту под лозунгом „Да она просто истеричка!“». Однако, полагает Батлер, «там есть некоторые интересные детали и сюжетные повороты (но есть и такие, которые излишне усердствуют, вызывая подозрительное недоверие зрителя), а также несколько хороших, энергичных реплик и сцен, дающих актёрам возможность показать себя».
Отметив «богато представленную в фильме нуаровую тему отчуждения», Шварц подчёркивает, что «особенность истории заключается в том, что несмотря на то, что Стэнвик является добропорядочным гражданином, власти всё равно занимают сторону нациста Сэндерса по причине его более высокого социального статуса». Вместе с тем, Шварц считает, что «камнем преткновения является правдоподобность истории — Стэнвик является слишком сильной личностью, чтобы до такой степени превратиться в жертву», а «ближе к финалу история становится слишком мелодраматической и невероятной до такой степени, что даже эти отличные актёры вряд ли могут обеспечить ей правдоподобность».

### Операторская работа
Среди достоинств фильма современные критики выделяют операторскую работу Джона Олтона, которая, по словам Шварца, «является звездой этого фильма». Он пишет, что работа Олтона «задаёт мрачное настроение событиям в Лос-Анджелесе, усиливая драматизм тёмными кадрами зданий». Батлер также считает, что «режиссёр Рой Роулэнд получает большую поддержку от атмосферической операторской работы Джона Олтона», устроившего «праздник теней и света, никогда не упуская возможность бросить тёмные полосы поперёк экрана».

### Оценка актёрской игры
Критика высоко оценила игру актёров, исполнивших главные роли. «Нью-Йорк таймс» пишет, что «Стэнвик в роли дизайнера интерьера, запутавшейся в клубке сомнений, страхов и смертельных угроз, создаёт убедительный образ впечатлительной женщины, которую доводят до грани помрачения рассудка». Крейг Батлер считает, что «Стэнвик выжимает из своей роли максимум возможного, накрепко стискивая зубы против тех, кто пытается отрицать её правоту, и при этом используя свои светящиеся, влажные глаза так, что только такой безликий актёр, как Гэри Меррилл, может от неё отказаться».
Стефани Закарек отмечает, что Стэнвик, «верная своей природе — и своим поразительным актёрским способностям — играет даже самые неправдоподобные моменты с такой уверенностью, что вы начинаете за неё бояться, хотя и знаете, что в конце всё будет хорошо». Как отмечает биограф актрисы Аксель Мэдсен, Стэнвик "читала книгу Симоны де Бовуар «Второй пол», в которой с холодной ясностью описано положение женщин в мире 1950-х годов. Мэдсен подчёркивает, что хотя к 1950-м годам Стэнвик уже была состоявшейся звездой, и в финансовом плане полностью самостоятельной, персонажи, которых ей предлагали играть, вряд ли подойдут под описание сильной независимой женщины: «Дерзко демонстрируя свои светлые волосы и маленькое хорошо сложенное тело, она отдавала свой презрительный юмор и хриплый смех своенравным, злым женщинам, которые к финалу обычно оказывались мёртвыми, если им не удавалось разделить бразды правления с единственным мужчиной, который осмеливался устоять перед ними».
Закарек пишет: «В этом фильме персонаж Стэнвик — это одинокая работающая женщина: она работает дизайнером интерьера в универсальном магазине, но кроме того она и художник — её квартира украшена картинами, написанными ею решительными, агрессивными мазками… И эти рисунки говорят о женщине, которая знает себе цену достаточно хорошо, о личности с живым умом и пытливым духом». Хотя, по мнению Закарек, «внешне может показаться, что Стэнвик играет свою роль довольно робко, сдаваясь слишком легко мужским персонажам, которые пытаются над ней доминировать». Однако, как отмечает биограф Стэнвик Элла Смит в своей книге «В главной роли Барбара Стэнвик», есть своя утончённость даже в том, как Стэнвик уступает мужскому статус-кво: «Когда… психиатр задаёт ей вопросы в холодном и даже оскорбительном стиле, она сохраняет внутреннее равновесие своей героини, зная, что нужно сделать, чтобы убедить его в своей нормальности — демонстрируя тем самым, что она понимает его намного лучше, чем он понимает её». Далее Закарек пишет: «Есть и моменты, когда Стэнвик действительно съёживается как робкая мышь, особенно, когда она находится под безжалостным взглядом Сэндерса. Но не важно, сколько раз мужские персонажи в фильме говорят ей расслабиться и забыть о том, что, по её мнению, она видела, Стэнвик держится твёрдо — решительность видна даже в её осанке, и в выражении ужаса, которое она так часто демонстрирует». Как заключает Закарек, «сильные многоплановые женские образы были редкостью в 1950-е годы», и в этом фильме «Стэнвик сделала попытку создать такой образ для себя».
Касаясь игры Джорджа Сэндерса, «Нью-Йорк таймс» пишет, что «хотя мотивировка создаваемого им образа бывшего нациста и писателя, ставшего убийцей, немного расплывчата, актёр надлежащим образом учтив и отвратителен». Закарек считает, что «Сэндерс как будто получает большое наслаждение от своего персонажа, выдавая своё раскатистое „р“ со злобной радостью, давая всем понять, насколько прочно его место во Вселенной». Особенно Закарек обращает внимание «на момент, когда он произносит тираду о неполноценности слабых людей, делая это — ни много, ни мало — по-немецки!». Далее Закарек отмечает, что «его игра немного карикатурна», хотя, по-другому её можно назвать «стилизованной». В сценах со Стэнвик, Сэндерс создаёт видимость холодной, едва различимой сексуальной угрозы. Его герой — это тип парня, который интересуется женщинами только как игрушками, и он получает дьявольское наслаждение, превращая Стэнвик в измученную, зажатую мышку".